# Джон Стивънсън
Джон Стивънсън (на английски: John Stephenson) (9 август 1923 г. – 15 май 2015 г.) е американски актьор. Предимно се занимава с озвучаване през кариерата си. Той никога не е давал интервюта и рядко е засичан на публични събития. След смъртта на Харви Корман през 2008 г., Стивънсън става последният жив член от главния състав на „Семейство Флинтстоун“, където той озвучаваше г-н Слейт.
Стивънсън умира на 15 май 2015 г. на 91 години. Боледувал е от Алцхаймер. Оставя след себе си съпруга, две деца и внучка.